# 971

## Събития
- Йоан Цимисхий завладява Североизточна България

## Родени
- 2 октомври – Махмуд Газневи, газневидски владетел (починал през 1030)